# Gallarda

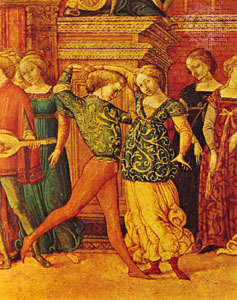
«Gallarda»: detall d'una pintura de Michele Ciampanti

La gallarda (francès: gaillarde, italià: gagliarda) és una dansa de cort, «pròpia de les classes acabalades» típica de la música del Renaixement. Prové d'Itàlia i era molt popular a les corts de França als segles xvi-xvii. Té un caràcter vigorós amb un tempo més aviat ràpid i metre binari compost. Sovint es començava amb una pavana llenta, seguida per una gallarda o courante.
Els primers exemples impresos (1530) és troben en l'obra de Pierre Attaingnant (1494-±1551). L'organista italià Giovanni Maria Radino (+1550-±1610) també en va publicar en el seu llibre del 1592 Primo libro d'intavolatura di balli d'arpicordo.